# Francesco Ferrari (politico 1905)
Francesco Ferrari (Casarano, 15 ottobre 1905 – 4 agosto 1975) è stato un politico italiano.